# Atlanta Chiefs 1969
Questa pagina raccoglie i dati riguardanti gli Atlanta Chiefs nelle competizioni ufficiali della stagione 1969.

## Stagione
La rosa della vincente stagione precedente venne in gran parte confermata, ma la squadra passò sotto la guida di Vic Rouse, nelle vesti di allenatore-giocatore. 
La squadra si confermò al vertice del torneo nordamericano, e pur avendo ottenuto più punti per vittorie e pareggi conseguiti nei confronti dei vincitori del K.C. Spurs, perse il campionato per il minor numero di gol segnati, che nel campionato NASL garantivano anch'essi punti. 
Kaizer Motaung ottenne il titolo di capocannoniere del torneo con 16 reti.

## Organigramma societario
Area direttiva
Area tecnica
- Allenatore: Vic Rouse

## Rosa
| N. |                        | Ruolo | Calciatore       |
| -- | ---------------------- | ----- | ---------------- |
| 1  | Germania (bandiera)    | P     | Manfred Kammerer |
| 2  | Galles (bandiera)      | P     | Vic Rouse        |
| 3  | Inghilterra (bandiera) | D     | John Cocking     |
| 4  | Galles (bandiera)      | C     | Vic Crowe        |
| 5  | Inghilterra (bandiera) | D     | Ken Bracewell    |
| 6  | Giamaica (bandiera)    | D     | Henry Largie     |
| 8  | Inghilterra (bandiera) | A     | Michael Ash      |
| 9  | Canada (bandiera)      | C     | Nick Papadakis   |

| N. |                              | Ruolo | Calciatore       |
| -- | ---------------------------- | ----- | ---------------- |
| 10 | Giamaica (bandiera)          | C     | Delroy Scott     |
| 12 | Inghilterra (bandiera)       | A     | Ray Bloomfield   |
| 14 | Zambia (bandiera)            | A     | Emment Kapengwe  |
| 16 | Zambia (bandiera)            | A     | Freddie Mwila    |
| 18 | Inghilterra (bandiera)       | A     | Graham Newton    |
| 20 | Trinidad e Tobago (bandiera) | A     | Everald Cummings |
| 24 | Sudafrica (bandiera)         | A     | Kaizer Motaung   |